# Caproni Ca.113
El Caproni Ca.113 era un entrenador avanzado biplano, construido en la fábrica de Taliedo de la firma Caproni. Este avión estaba dirigido tanto al mercado de la aviación civil como al militar, por lo que también encontró empleo en la Regia Aeronautica en la formación de pilotos militares.

## Diseño
Diseñado como sucesor o complemento del entrenador elemental Ca.100; el Ca.113 era un avión más capaz, con la estructura reforzada, capaz de efectuar maniobras acrobáticas. Era de diseño convencional, con dos cabinas en tándem, alas de igual envergadura y las ruedas del tren de aterrizaje cubiertas por grandes carenados y equipadas con frenos independientes. En un principio, el prototipo estaba propulsado por un motor radial Walter Castor de 240 hp, siendo más tarde sustituido en las versiones de serie por el también radial de siete cilindros Piaggio Stella P.VII Z de 370 hp.

## Historial operativo
Las capacidades del Caproni Ca.113 fueron demostradas por el famoso piloto Mario de Bernardi al ganar en 1931 el trofeo acrobático en las National Air Races celebradas en Cleveland y al ser empleado para batir una serie de récords aéreos; principalmente un nuevo récord mundial de altitud de 14.433 m fijado por Renato Donati el 11 de abril de 1934 con un Ca.113 modificado; designado como Ca.113 AQ (Alta Quota - Alta Cota) estaba propulsado por un motor radial de nueve cilindros y 525 cv Alfa Romeo Pegasus SAQ , la envergadura fue incrementada hasta los 14,5 m, el tren de aterrizaje revisado y la cabina monoplaza más adelantada.
Entre otros récords destacan el femenino de altitud de 12.043 m, conseguido por la condesa Carina Negrone el 20 de junio de 1935, así como récords de vuelo invertido continuo. Estos últimos fueron conseguidos por el teniente de la Regia Aeronautica Tito Falconi en las National Air Races de 1933 celebradas en Mines Field, Los Ángeles, California, al volar en vuelo invertido el 13 de agosto el circuito de Los Ángeles- Santa Bárbara -Los Ángeles durante 1 h 15 'y 20 " conquistando un nuevo récord mundial. Este récord fue superado el 18 de ese mes por el afamado piloto Milo Burcham. Sin embargo, Falconi el día 27 volvió a recuperar el récord mundial de vuelo invertido al volar desde St. Louis a Chicago (420 km) en tres horas, seis minutos y 39 segundos.
Algunos de ellos continuaban en servicio con la Regia Aeronautica al comienzo de la Segunda Guerra Mundial y fueron utilizados como aviones de enlace, reconocimiento y correo aunque, debido a su obsolescencia fueron desplegados en zonas secundarias; en junio de 1940, casi todos ellos estaban estacionados en el África Oriental Italiana - Eritrea, Somalia y Etiopía - y Libia italiana. En el momento de la capitulación italiana solo quedaban un número muy reducido de estas aeronaves.
El Caproni Ca.113 también fue producido por la subsidiaria - Samoletna Fabrika Kaproni Bulgarski - (SFKB; fábrica de aviones Kaproni Bulgaria) que Caproni estableció en Kazanlak, Bulgaria. Conocido en este país como Chuchuliga ("Alondra") entre 1938-1939 se produjeron una serie de versiones con diferentes motorizaciones designadas Kaproni Bulgarki KB-2UT, KB-2A, KB-3, KB-4 y KB-5, algunas de las cuales llevaban armamento. Su producción finalizó en 1940 con 107 aviones construidos, siendo la mayor parte empleados por la Real Fuerza Aérea Búlgara, donde algunos ejemplares de KB-4 y 5 todavía volaban en 1949.
En 1934 la Aeronáutica Militar portuguesa adquirió un biplano Ca.113 propulsado por un Armstrong Siddeley Lynx IV de 370 cv para uso acrobático. Basado en la Escuela Militar de Aeronáutica en Sintra fue utilizado por el gran piloto, capitán Costa Macedo en numerosas exhibiciones hasta aproximadamente 1940.
También entre 1934 y 1935 Perú compró para su Cuerpo de Aviación un lote de diversos modelos Caproni entre los que se contaba un único ejemplar del Ca 113. Su gran capacidad de maniobra fue demostrada el 21 de enero de 1939 cuando el entonces alférez José Quiñones Gonzales, el día de su graduación realizó un espectacular vuelo invertido, a casi solamente un metro del suelo. 
En la actualidad existe un único ejemplar sobreviviente, el Ca.113 registrado I-MARY que Mario de Bernardi utilizó en diversos espectáculos aéreos y que la familia de Bernardi donó al parque temático Volandia de Somma, Lombardía.

## Usuarios
Bulgaria
- Real Fuerza Aérea Búlgara
 (Vazhdushnite na Negovo Velichestvo Voiski)

- Regia Aeronautica

 Perú
- Cuerpo de Aviación del Perú (CAP). Un ejemplar

 Portugal
- Fuerza Aérea Portuguesa - Un avión

## Especificaciones
Referencia datos: Enciclopedia Ilustrada de la Aviación Vol 5 pag 1055

### Características generales
- Tripulación: Dos (piloto e instructor)
- Longitud: 7,3 m (24 ft)
- Envergadura: 10,5 m (34,4 ft)
- Altura: 2,7 m (8,9 ft)
- Superficie alar: 27 m² (290,6 ft²)
- Peso vacío: 850 kg (1873,4 lb)
- Peso máximo al despegue: 1100 kg (2424,4 lb)
- Planta motriz: 1× radial de 7 cilindros refrigerado por aire Piaggio Stella P.VII Z.
  - Potencia: 272 kW (375 HP; 370 CV)
- Hélices: Caproni de madera

### Rendimiento
- Velocidad máxima operativa (Vno): 250 km/h (155 MPH; 135 kt)
- Velocidad crucero (Vc): 210 km/h (130 MPH; 113 kt)
- Alcance: 300 km (162 nmi; 186 mi)
- Techo de vuelo: 7315 m (23 999 ft)
- Régimen de ascenso: 8,8 m/s (1732 ft/min)

## Galería

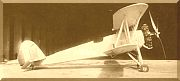
El Caproni Ca.113 AQ (Alta Quota).
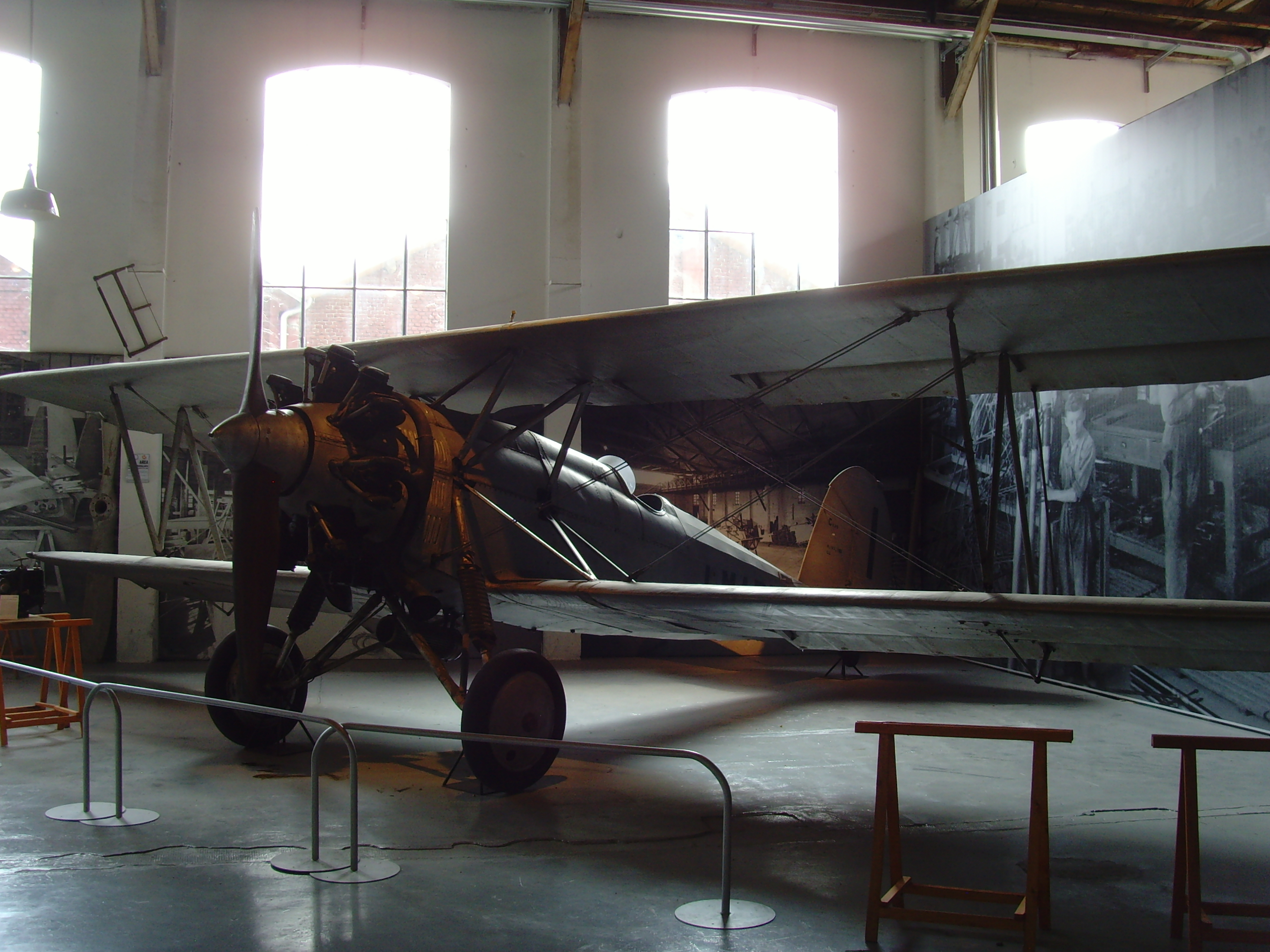
El Caproni Ca.113 del Parque y Museo de Vuelo Volandia, Somma Lombardo (Varese).
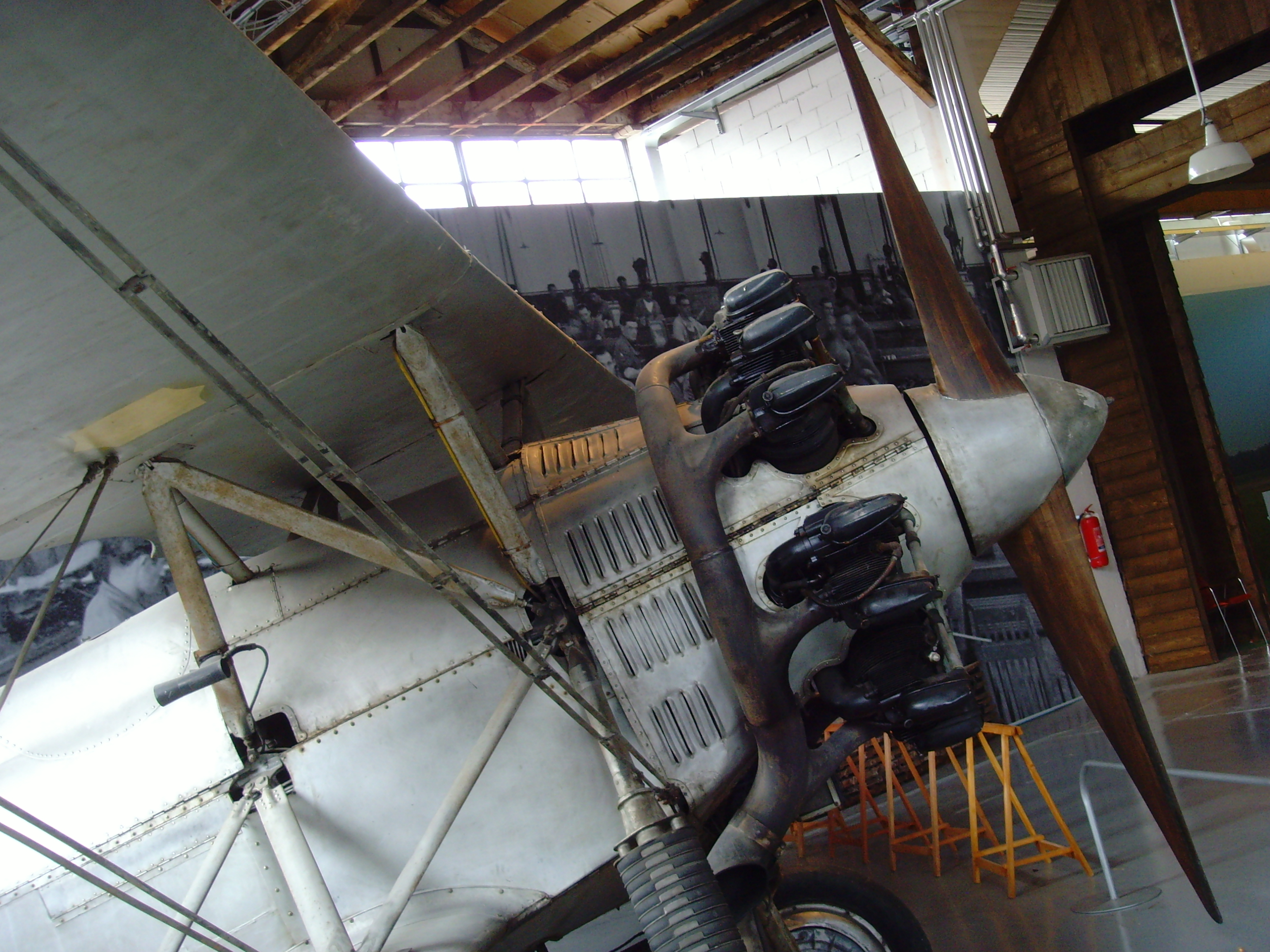
Detalle de la parte delantera del fuselaje del Ca.113.
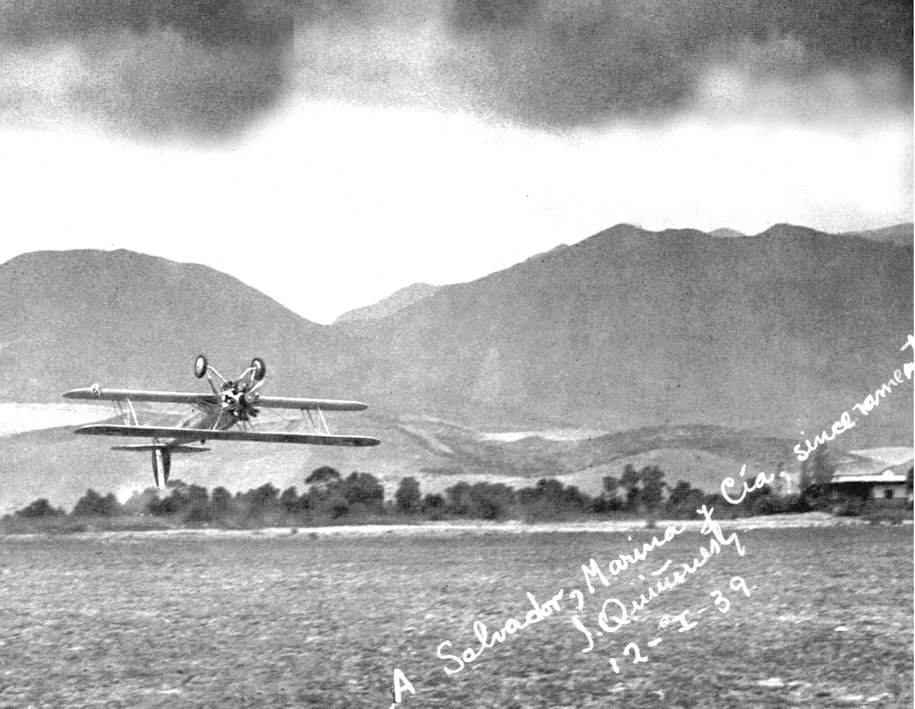
Vuelo invertido de José Quiñones durante su ceremonia de graduación.